# Bogusz Bilewski

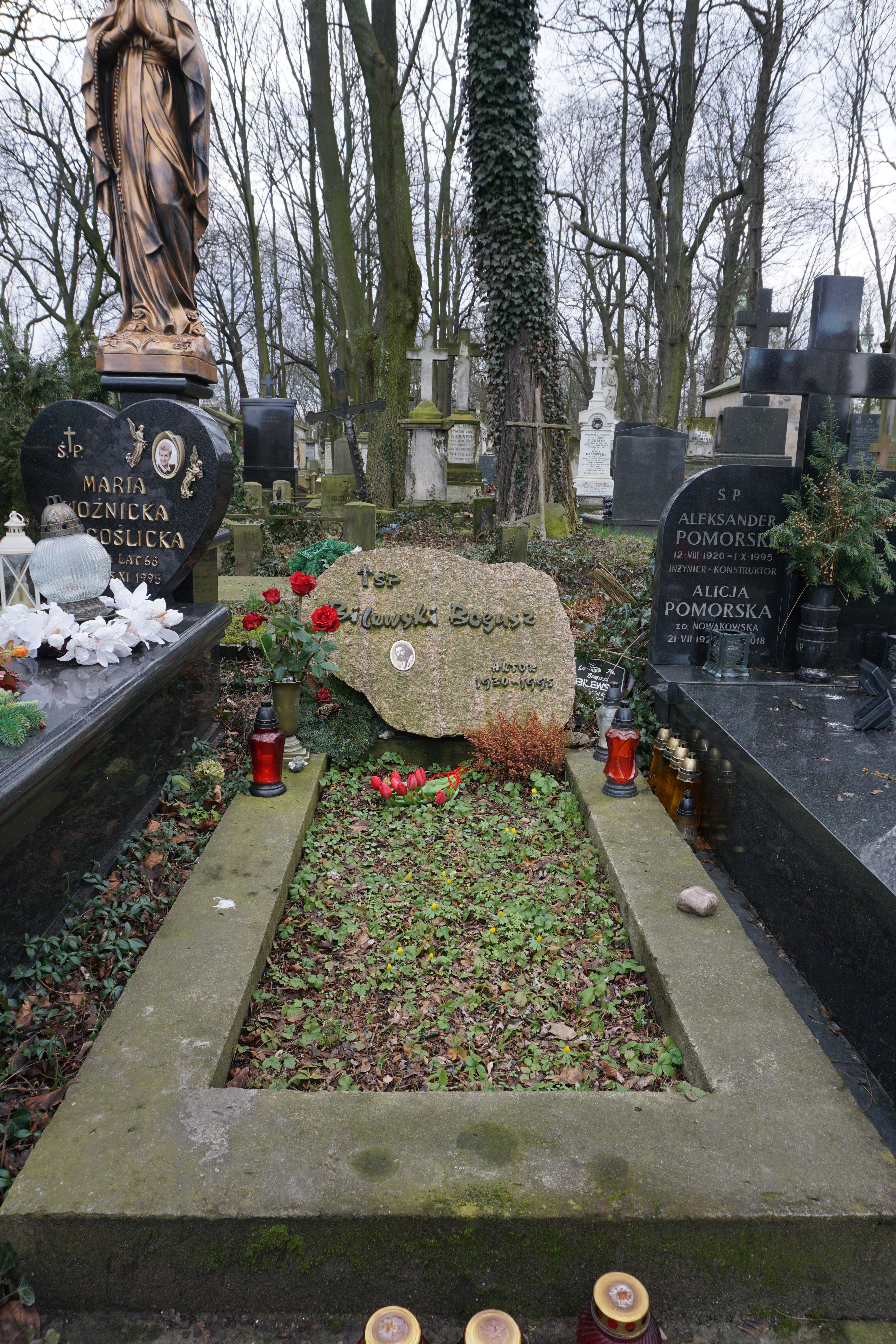
Grób Bogusza Bilewskiego na cmentarzu Powązkowskim

Bogusz Bilewski (ur. 25 września 1930 w Starachowicach, zm. 14 września 1995 we Wrocławiu) – polski aktor. Odtwórca roli rubasznego zbójnika Walusia Kwiczoła w filmie Jerzego Passendorfera Janosik (1973) i serialu pod tym samym tytułem (1973). Wystąpił w roli Kulwieca–Hippocentaurusa w ekranizacji powieści Henryka Sienkiewicza Potopu (1974) w reżyserii Jerzego Hoffmana.

## Życiorys
Urodził się w Starachowicach jako syn Janiny z Kwoczyńskich i Jana Bilewskiego. Jego matka chciała, żeby został śpiewakiem, a ojciec marzył, by syn zrobił karierę inżyniera. Uczęszczał do Gimnazjum Towarzystwa Salezjańskiego w Ostrzeszowie, które ukończył w 1947. W roku szkolnym 1949/1950 ukończył I Liceum Ogólnokształcące im. Danuty Siedzikówny „Inki” we Wrocławiu. Po maturze dostał się do Państwowej Wyższej Szkoły Aktorskiej w Krakowie, którą ukończył w 1954. Na ostatnim roku studiów wystąpił w roli Gurgija Krotkicha w sztuce Maksima Gorkiego Wassa Żeleznowa (1954) w reż. Tadeusza Burnatowicza oraz zagrał Fraya Eugenio i Geromino w spektaklu dyplomowym Wieczór jednoaktówek (1954) na motywach utworów Aleksandra Fredry, Moliera i Prospera Mériméego.
Po ukończeniu studiów dostał etat u Tadeusza Rybowskiego w sezonie artystycznym 1954/1955 w Teatrze Wybrzeże w Gdańsku, gdzie zadebiutował w roli Mattiego w przedstawieniu Bertolta Brechta Pan Puntila i jego sługa Matti (1954) w reż. Jerzego Golińskiego. Za przełomową rolę sceniczną uważał Aleksy’ego w Tragedii optymistycznej Wsiewołoda Wiszniewskiego w reż. Lidii Zamkow w objazdowym Teatrze Dramatycznym Domu Wojska Polskiego, z którym był związany w latach 1955–1957. Potem grał w teatrach warszawskich: Dramatycznym (1957–1961), Powszechnym (1961–1962), Ateneum (1962–1977), Polskim (1977–1985), Na Woli (1982, 1995) i Narodowym (1985–1987).
Debiutował na kinowym ekranie jako kapral Sumski (nie występuje w napisach) w dramacie wojennym Jana Rybkowskiego Godziny nadziei (1955). Zagrał w kilkudziesięciu filmach i serialach telewizyjnych, początkowo był obsadzany w rolach amantów, imponował sprawnością fizyczną, zanim przeszedł do ról charakterystycznych i postaci drugoplanowych. W latach 1960–94 brał udział w realizacjach Teatru Telewizji. Występował w słuchowiskach Polskiego Radia. Pracował też jako aktor głosowy. 
Zmarł z powodu krwotocznego udaru mózgu. Pochowany na cmentarzu Powązkowskim w Warszawie (kwatera 157-3-18).

## Filmografia

### Polski dubbing
- 1989: Wszystkie psy idą do nieba − Grymas Buldożer
- 1986: Biała wizytówka – Heinberg (rola Rolfa Hoppe)
- 1986: Piotr Wielki – książę Suchorukow
- 1985: Porwanie – kapitan Ingełow
- 1979: Asterix kontra Cezar (I wersja dubbingowa) – Terminus
- 1976: Ja, Klaudiusz − Makron (odc. 8-9)
- 1972: Siódma kula – Chaszimow
- 1971: Goya – Francisco Goya
- 1969: Dżamila – Osmon
- 1969: Czerwony namiot – Mariano
- 1968: Zwiadowca – sierżant Jegorow
- 1968: Wilcze echa − chorąży Piotr Słotwina (rola Bruna O’Ya)
- 1967: Taki duży chłopiec – Giera
- 1967: O jednego za wiele – Ouf
- 1966: Tunel – Sierioża
- 1965: Przedział morderców – René Cabourg
- 1964: Wizyta starszej pani – Darvis
- 1964: Prawda przeciw prawdzie – Carrasco
- 1964: Piotruś partyzant
- 1963: Ikaria XB 1 – Peter Kubes
- 1962: Grzeszny anioł – Markiczew
- 1961: Dziewczęta – Ilja

### Filmy / Seriale
- 1957: Król Maciuś I – U-mun-tu
- 1957: Zimowy zmierzch – Józek Rumsza
- 1957: Spotkania – pilot Janusz
- 1958: Rancho Texas – Jacek
- 1958: Dwoje z wielkiej rzeki – Janek Wiślak
- 1958: Historia jednego myśliwca – porucznik Stefan Zaremba
- 1960: Ostrożnie Yeti – gangster
- 1960: Decyzja – Michał
- 1962: Wielka, większa i największa – Jean
- 1964: Rękopis znaleziony w Saragossie – Cygan
- 1965: Podziemny front – gość w kasynie
- 1965: Wystrzał – oficer
- 1965: Markiza de Pompadour – inspektor MO
- 1967: Westerplatte – kapitan Mieczysław Słaby, lekarz
- 1968: Hasło Korn - inżynier Witold Bracki
- 1969: Pan Wołodyjowski – pułkownik
- 1969: Przygody pana Michała – Muszalski
- 1970: Album polski – bandyta
- 1970: Pierścień księżnej Anny – rycerz Hlawa
- 1971: Nie lubię poniedziałku – kierowca
- 1971: Kardiogram – komendant MO
- 1971: Zabijcie czarną owcę – szuler
- 1972: Zaraza – kierowca sanitarki
- 1972: Kopernik – burgrabia lidzbarski
- 1972: Kopernik – burgrabia lidzbarski (odc. 2)
- 1973: Wielka miłość Balzaka – major Carraud
- 1973: Nagrody i odznaczenia – Intendent
- 1973: Janosik – Waluś Kwiczoł
- 1974: Urodziny Matyldy – Jaworski
- 1974: Godzina za godziną – milicjant
- 1974: Potop – Kulwiec-Hippocentaurus
- 1975: Beniamiszek – Żegota
- 1975: Grzech Antoniego Grudy – Ruryk
- 1975: Wieczne pretensje – Rysio
- 1976: Hasło – Snopek, szef Kopery
- 1976: Znaki szczególne – pracownik stacji benzynowej
- 1977: Dziewczyna i chłopak – kłusownik
- 1977: Milioner – majster murarski Bil
- 1977: Wszyscy i nikt – organista
- 1978: Pejzaż horyzontalny – chuligan
- 1978: Koty to dranie – rybak
- 1979: Detektywi na wakacjach − milicjant „Brodacz”
- 1979: Na własną prośbę – dziennikarz
- 1979-1981: Najdłuższa wojna nowoczesnej Europy – Wargosz[5]
- 1979: Aria dla atlety – „Cyklop” Bieńkowski
- 1979: Ojciec królowej – szlachcic, gość weselny
- 1979: Detektywi na wakacjach – milicjant „Brodacz”
- 1980: Kłusownik – Kiczyłło
- 1980: Kariera Nikodema Dyzmy – wiceminister Ulanicki
- 1980: Dziewczyna i chłopak – kłusownik Wilczak
- 1981: Karabiny – bimbrownik
- 1981: Białe tango – dyrektor PGR-u
- 1981: Klejnot wolnego sumienia – powieszony szlachcic
- 1982: Na tropach Bartka – pan Leszek
- 1982: Popielec – Pyza
- 1983: Tajemnica starego ogrodu – Henryk Reja
- 1983: Słona róża – malarz Hrusa
- 1983: Kartka z podróży – restaurator
- 1984: 5 dni z życia emeryta – żołnierz rosyjski strzelający do Stanisława Bzowskiego
- 1984: Przemytnicy – „Żywica”
- 1985: Urwisy z Doliny Młynów – „Kapitan Groźny”
- 1985: Porwanie – głos – kapitan Angełow
- 1986: Podróże pana Kleksa – sternik Talens
- 1986: Zmiennicy – kolekcjoner starej broni
- 1986: Pierścień i róża – Brodacz Pancerny
- 1986: Pierścień i róża (serial) – Brodacz Pancerny
- 1987: Rzeka kłamstwa – wuj Ksawery
- 1987: Śmierć Johna L. – okularnik pod Wawelem
- 1987: Co to konia obchodzi – Alojzy „Kochaś”
- 1988: Przeprawa – Bruzda
- 1989: Powrót wabiszczura – bliźniak #1
- 1989: Sceny nocne – bogacz
- 1990: Leśmian – Franciszek Fiszer
- 1990: Kramarz – Antoni, sprzedawca łańcuszków
- 1993-1994: Bank nie z tej ziemi – bezdomny „Marlboro”

## Odznaczenia

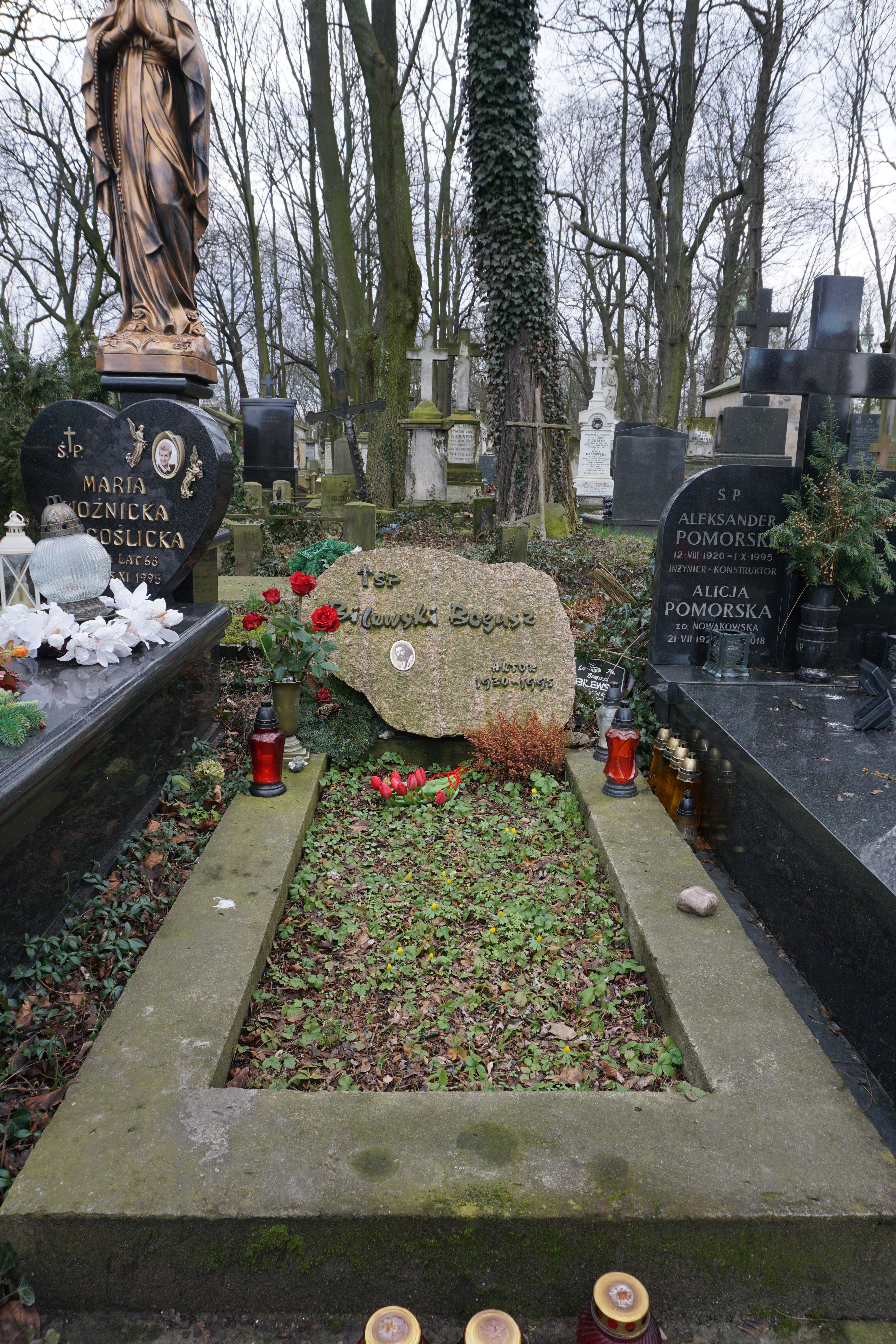
Grób Bogusza Bilewskiego na cmentarzu Powązkowskim

- Srebrny Krzyż Zasługi (1974)